# Patparganj
Patparganj, ook wel Gharonda Neemka Bangar, is een census town in het district Oost-Delhi van het Indiase unieterritorium Delhi.

## Demografie
Volgens de Indiase volkstelling van 2001 wonen er 34.409 mensen in Patparganj, waarvan 55% mannelijk en 45% vrouwelijk is. De plaats heeft een alfabetiseringsgraad van 70%.